# Non lo so ancora
Non lo so ancora è un film del 2014 diretto da Fabiana Sargentini.